# George Whitmore (Autor)

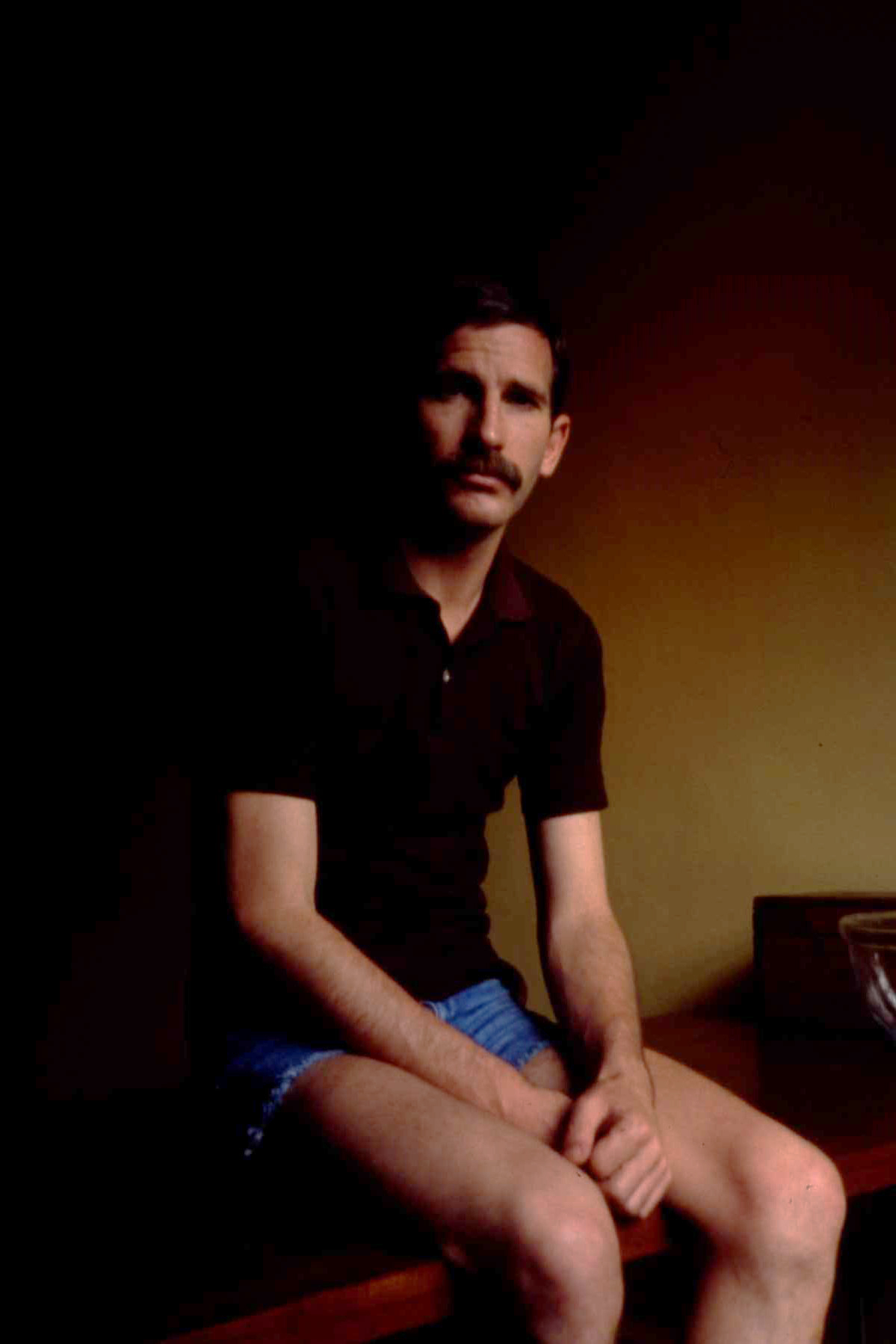
George Whitmore (1980)

George Whitmore (* 27. September 1945 in Denver; † 19. April 1989 in New York City)  war ein US-amerikanischer Autor, LSBT-Aktivist und Kolumnist.

## Leben
Whitmore besuchte das MacMurray College in Jacksonville, Illinois, wo er einen Bachelor in Anglistik und Theater erreichte. Danach studierte er am Bennington College  in Bennington, Vermont.
Als Kriegsdienstverweigerer aus Gewissensgründen während des Vietnamkrieges entschied sich Whitmore, anstelle des Militärdienstes bei der Organisation Planned Parenthood in New York City von 1968 bis 1972 zu arbeiten. Anschließend arbeitete er von 1972 bis 1981 bei der Organisation Citizens Housing and Planning Council in New York City. Als Autor schrieb er zwei Gedichtbände, drei Theaterstücke, drei Romane und ein Sachbuch. Zudem schrieb er Artikel für Zeitungen und Magazine wie New York Times, New Yorker und Christopher Street. Von 1974 bis 1976 war er außerdem der „mitwirkende Herausgeber und Literaturkritiker“ bei dem Magazin The Advocate. Whitmore war Mitglied von The Violet Quill, der Gay Academic Union und Gay Men’s Health Crisis.
1988 erhielten Whitmore und David Whittacre 47.000 US-Dollar, nachdem sie eine Zahnklinik in Greenwich Village wegen Diskriminierung aufgrund ihres HIV-Status verklagt hatten.
Sein langjähriger Lebensgefährte war Michael Canter. Am 19. April 1989 verstarb Whitmore mit 43 Jahren an den Folgen von AIDS im NYU Langone Health in Manhattan. Der schriftstellerische Nachlass von Whitmore befindet sich im Archiv der Yale University.

## Werke (Auswahl)

### Romane
- The Confessions of Danny Slocum, 1980
- Deep Dish, 1980–1982
- Nebraska, 1987

### Theaterstücke
- The Caseworker, 1976
- Flight – The Legacy, 1979
- The Rights, 1980

### Poesie
- Tricking. And Other Poems, 1974
- Getting Gay in New York, 1976

### Sachbuch
- Someone Was Here: Profiles in the AIDS Epidemic, 1988